# Veruda
Koordinati:   44°49′52″N, 13°50′26″E
Veruda je majhen otoček južno od Pule.
Veruda leži okoli 0,5 km jugovzhodno od rta Verudica. Otoček zapira vhod v zaliva Soline in Pilica, na katerm koncu leži zaselek Veruda.
Površina otočka meri 0,192 km². Dolžina obalnega pasu je 1,88 km. Najvišji vrh je visok 18 mnm.